# داود مراغة
داود مراغة المعروف بـ(أبو أحمد فؤاد)، (1942 - 17 يناير 2025)، هو سياسي ومناضل فلسطيني. شغل منصب نائب الأمين العام للجبهة الشعبية منذ عام 2013.

## سيرته
ولد داود مراغة في بلدة سلوان شرق القدس عام 1942، وانتمى لحركة القوميين العرب مبكراً، وبعد هزيمة حزيران 1967 تحول فكره للفكر الماركسي، وشارك مع جورج حبش في تأسيس الجبهة الشعبية في 11 ديسمبر 1967. رافق أبو علي مصطفى ضمن وفود الجبهة في زيارة العديد من الدول. كان مسؤول الجبهة في الأردن أواخر ستينيات القرن الماضي، كما شارك في أحداث أيلول عام 1970 واعتقلته السلطات الأردنية، ثم انتقل من الأردن إلى لبنان وشارك في بناء قواعد عسكرية تابعة للجبهة هناك. أثناء الاجتياح الاسرائيلي لبيروت عام 1978 كان هو قائد العمليات العسكرية للجبهة الشعبية في لبنان، وشهد الاجتياح الاسرائيلي للبنان عام 1982. غادر لبنان إلى سوريا وأقام في دمشق، وعُين مسؤول الدائرة السياسية في الجبهة الشعبية، ثم اختير نائب الأمين العام خلال المؤتمر السابع المنعقد في 2013 خلفًا للقيادي عبد الرحيم ملوح. ترأس وفد الجبهة في حوار المصالحة الفلسطينية بالقاهرة عام 2017، وعام 2021. منعه الاحتلال من العودة لفلسطين، توفي في سوريا في 16 يناير 2025.
نعاه روحي فتوح رئيس المجلس الوطني قائلاً: "نتقدم بخالص التعزية من شعبنا الفلسطيني والرفاق في الجبهة الشعبية لتحرير فلسطين وعائلته الكريمة، ونسأل الله أن يتغمد الفقيد بواسع رحمته، ويسكنه فسيح جنانه".

## وفاته
وافته المنية يوم الجمعة 17 يناير 2025 في دمشق بعد صراعٍ مع المرض، عن عمر ناهز الـ 82 عاما.